# Windsor (Vermont)
Windsor – miasto (town) w hrabstwie Windsor, w południowo-wschodniej części stanu Vermont, w Stanach Zjednoczonych, położone na zachodnim brzegu rzeki Connecticut, naprzeciwko stanu New Hampshire. W 2010 roku miasto liczyło 3553 mieszkańców. 
Windsor założony został w 1761 roku. W 1777 roku w mieście spisana została konstytucja Vermontu, proklamująca niepodległość Republiki Vermontu od imperium brytyjskiego (w 1791 roku republika przyłączyła się do Stanów Zjednoczonych).
W sąsiedztwie miasta przebiega autostrada międzystanowa nr 91.